# 扬州画舫录

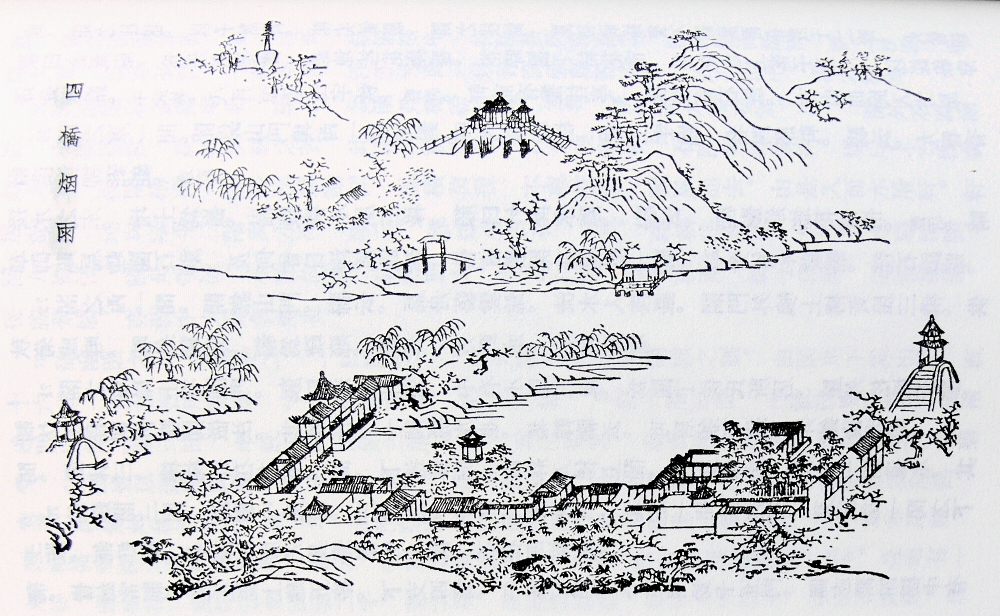
扬州画舫录 四桥烟雨图

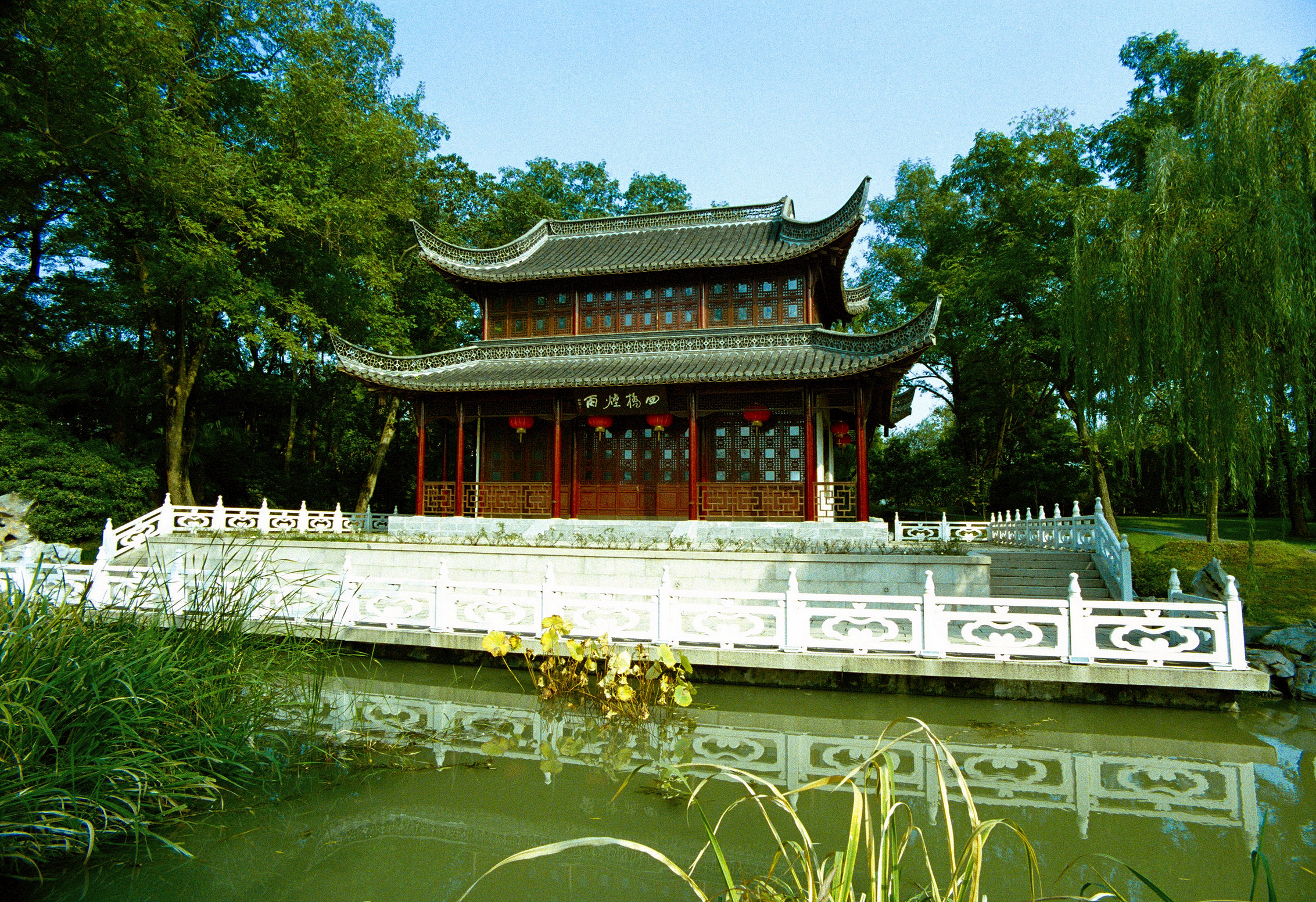
四桥烟雨

《扬州画舫录》是李斗所著的清代笔记集，共十八卷。最后一卷专记述扬州画舫的历史和画舫上的舫匾，第一卷至第十六卷较全面的记述十七八世纪扬州的社会生活的各层面，包括：
- 扬州二十四景：拳石洞天、西园曲水、虹桥览胜、冶春诗社、长堤春柳、荷浦薰风、碧玉交流、四桥烟雨、春台明月、白塔晴云、三过流淙、蜀岗晚照、万松叠翠、花屿双泉、双峰云栈、山亭野眺、临水红霞、绿稻香来、竹市小楼、平冈艳雪、绿杨城廓、香海慈云、梅岭春生、水云胜概。此外还有邗上农桑、杏花村舍、等。
- 典故：乾隆游扬州。
- 风土：关帝庙、茶肆，食肆，药肆，酒楼，首饰铺、粉黛，画舫，灯船，风筝，养鸟、猴戏、相扑，杂技、博钱等。
- 书院：资政书院，敬亭书院，梅花书院，广陵书院等。
- 扬州八刹：天宁寺、重宁寺、建隆寺、慧因寺、法净寺、高旻寺、静慧寺、福缘寺。
- 庵堂：净业庵、如意庵、乐善庵等。
- 物产：漆器、醃臘、魚翅。
- 饮食：满汉席，其中包括燕窩雞絲湯、海參匯豬筋、海帶豬肚絲羹、鮑魚匯珍珠菜、淡菜蝦子湯、魚翅螃蟹羹、魚肚煨火腿蒸駝峰，梨片伴蒸果子狸、蒸鹿尾、鯽魚舌匯熊掌、糟蒸鰣魚、假班魚肝、西施乳、獲炙哈爾巴小豬子、油炸豬羊肉、挂爐走油雞鵝鴨、豬雜什、羊雜什等。
- 花市：梅花、桃花、牡丹、芍药、荷花、桂花、芙蓉。
- 会市：财神会市、清明市、龙船市、观音香市、盂兰市、重阳市。
- 杂剧史料：元代杂剧、明代杂剧、清代杂剧。
- 戏曲史料、小说史料。卷十一有关于扬州评话的记载，其中包括浦天玉的《清风闸》、曹天衡的《善恶图》、邹必显的《飞跎全传》等。卷九介绍了邹必显、浦琳（天玉）的生平，以及他们的作品《飞跎子书》、《清风闸》。
- 文化名人：画家石涛、郑板桥、金农，经学家孙星衍、戴东原，天文学家梅文鼎。数学家焦循、吴烺，桐城派翰林姚鼐，音韵训诂学家段玉裁、王念孙，历史学家凌廷堪，两淮盐院总督曹寅等。

卷十七《工段营造录》 内容包括： 平地、平基、大木做法、上檐、斗科、定瓦、琉璃瓦、石作、浮图、窗户、桥梁、雕銮、琉璃影壁、铜料、铁活、油漆、画作、装璜、画架、匾额、陈设等。
卷十八  《舫匾录》 记述扬州画舫的历史与船舫的匾额：康熙年间舫匾、雍正间舫匾、乾隆年舫匾、便益门舫匾等。
乾隆五十八年，袁枚为此书作序，认为此书胜于宋李廌的《洛阳名园记》和吴自牧《梦梁录》。现存的有乾隆六十年（1795）自然庵初刻本、同治十一年（1872年）方浚颐重印本等。